# 미도와 파라솔
미도와 파라솔은 tvN에서 방영된 《슬기로운 의사생활》, 《슬기로운 의사생활2》에 나오는 밴드이며, 구성원은 출연자 조정석, 유연석, 정경호, 김대명, 전미도이다. 극중의 이름은 공룡능선이다.

## 구성원
- 김대명 (키보드 담당)
- 조정석 (퍼스트기타, 보컬 담당)
- 전미도 (베이스 담당)
- 정경호 (세컨드기타 담당)
- 유연석 (드럼 담당)

## 팬덤
- 미도와 파라솔의 팬덤은 모래알이다. 파라솔을 언제까지나 지지해준다는 뜻에서 지어졌다.
- 뽀시래기와 모래알 중 무엇이 더 나은지 투표할 때 전미도, 정경호는 모래알 김대명, 조정석은 뽀시래기를 선택한 가운데 유연석이 모래알을 선택하여 모래알로 정해졌다.

## 음반
- 《슬기로운 의사생활》 - part. 10 
  - 캐논
  - 밤이 깊었네
- 《슬기로운 의사생활》 - part. 12
  - 너에게 난, 나에게 넌
- 《슬기로운 의사생활》 - ost 스페셜
  - 좋은 사람 있으면 소개시켜줘(Drama ver.)
  - 내 눈물 모아(Drama ver.)
  - 화려하지 않은 고백(Drama ver.)
- 《슬기로운 의사생활2》 - part. 6
  - 슈퍼스타
- 《슬기로운 의사생활2》 - ost 스페셜
  - 이젠 잊기로 해요(Drama.ver)
  - 벌써 일년(Drama.ver)
  - 넌 네게 반했어(Drama.ver)
  - 비와당신(Drama.ver)
  - 나는 너 좋아(Drama.ver)
- 《슬기로운 의사생활2》 - part. 12
  - 언젠가는
  - Butterfly

## 출연 프로그램
- - 슬기로운 의사생활 스페셜
  - 슬기로운 의사생활 미도와 파라솔 Live
  - 슬기로운 캠핑생활
  - 출장 십오야 (1,2회 게스트)
  - 슬기로운 의사생활 시즌2 : 하드털이
  - 슬기로운 의사생활2 스페셜
  - 슬기로운 산촌생활

- - 넷플릭스의 광고예능

## 같이 보기
- 슬기로운 의사생활
- 슬기로운 의사생활2
- 전미도
- 정경호
- 유연석
- 조정석
- 김대명